# Federación Georgiana de Fútbol
La Federación Georgiana de Fútbol (GFF) (en georgiano: საქართველოს ფეხბურთის ფედერაცია) es el organismo encargado de la organización del fútbol en Georgia, con sede en Tiflis. Fue fundada en 1990 y está afiliada a la FIFA y a la UEFA desde 1992. Se encarga de la organización de la Liga y la Copa de Georgia, así como los partidos de la Selección de fútbol de Georgia en sus distintas categorías.

## Presidentes
| Nombre               | Años          |
| -------------------- | ------------- |
| Nodar Akhalkatsi     | 1990-1998     |
| Merab Zhordania      | 1998-2005     |
| Nodar Akhalkatsi Jr. | 2005-2007     |
| Georgi Nemsadze      | 2007          |
| Nodar Akhalkatsi Jr. | 2007-2009     |
| Domenti Sichinava    | 2009-2015     |
| Levan Kobiashvili    | 2015-presente |